# Edward Lowassa
Edward Ngoyai Lowassa (ur. 26 sierpnia 1953 w Aruszy, zm. 10 lutego 2024 w Dar es Salaam) – tanzański polityk, premier Tanzanii w latach 2005–2008, minister i parlamentarzysta.

## Życiorys
Studiował sztukę teatralną na Uniwersytecie w Dar es Salaam. Następnie studia kontynuował na Uniwersytecie w Bath w Wielkiej Brytanii.
W ciągu swej kariery politycznej, począwszy od końca lat 80. zajmował szereg stanowisk. W latach 1990–2024 był członkiem parlamentu, w latach 1988–2000 był ministrem stanu w gabinecie wiceprezydenta, jednocześnie od 1990 do 1993 pełnił tę samą funkcję w kancelarii premiera, a w latach 1993–1995 był ministrem rozwoju ziemi i osadnictwa.
Od 2000 do 2005 roku piastował stanowisko ministra zasobów wodnych. 30 grudnia 2005 został premierem kraju. 7 lutego 2008 podał się do dymisji, po postawieniu mu przez parlamentarną komisję zarzutów korupcyjnych dotyczących zawarcia umowy z amerykańską firmą energetyczną.